# بعلول
بعلول (به عربی: بعلول) یک منطقهٔ مسکونی در لبنان است که در استان بقاع واقع شده‌است.